# 聂奎聚
聂奎聚（1926年9月17日—1992年7月2日），山东省益都县（今青州市）石河乡三桥村人，中国人民解放军将领、中国人民解放军中将。

## 生平
1944年7月，参加八路军。历任鲁中军区警备第5团3连班长、警备第1团6连副政治指导员、鲁中南纵队第136团连政治指导员、第三野战军35车104师311团3营副政治教导员。1945年5月，加入中国共产党，参加莱芜战役、潍县战役、济南战役、淮海战役、渡江战役等。潍县战役时候，他领全连以微小伤亡在15分钟内突破国民党军防线，为后续部队开辟前进道路，该连记集体二等功1次，获“英勇顽强”奖旗。淮海战役中，他率连在何庄执行阻击任务，击退国民党部队数十次冲锋，坚守阵地，该连记集体一等功1次，获“钢铁连队”荣誉称号。
中华人民共和国成立后，1950年8月起，他历任华东军区海军护卫舰政治干事、副政治委员、政治委员、舰长兼政治委员，护卫舰大队副大队长、大队长。参加猫头洋海战和一江山岛战役。1956年9月至1960年8月，先后入军事学院海军系、海军军事学院基本系学习。1960年11月，任海军东海舰队司令部军训处科长。1962年6月，任海军护卫舰支队参谋长；1964年6月，任该支队支队长。1970年1月，任海军烟台基地副参谋长。1977年6月，任海军榆林基地司令员。1980年，中国向南太平洋发射远程运载火箭试验期间，任海上保障编队副指挥员。1982年8月，任海军副司令员。1985年8月，接替谢正浩，任海军东海舰队司令员。1985年12月至1986年1月，率领中国舰艇编队首次进入印度洋，对巴基斯坦、斯里兰卡和孟加拉国进行友好访问。1987年7月，任南京军区副司令员兼海军东海舰队司令员。1988年，被授予海军中将军衔。此外他担任中共第十二届中央候补委员、第十三届中央委员。1992年7月2日，在北京病逝。